# Kufstein
Kufstein (phát âm tiếng Đức: [ˈkʊfʃtaɪn] ⓘ; Tiếng Bavaria Trung tâm: Kufstoa) là một thị trấn thuộc bang Tyrol của Áo, là trung tâm hành chính của Huyện Kufstein. Với dân số khoảng 20.000, đây là thị trấn lớn thứ hai của Tyrol sau thủ phủ Innsbruck. Điểm mốc nổi tiếng nhất là Pháo đài Kufstein, lần đầu được nhắc đến vào thế kỷ 13. Thị trấn cũng là nơi xuất phát của gia tộc quý tộc Áo Kuefstein.

## Địa lý

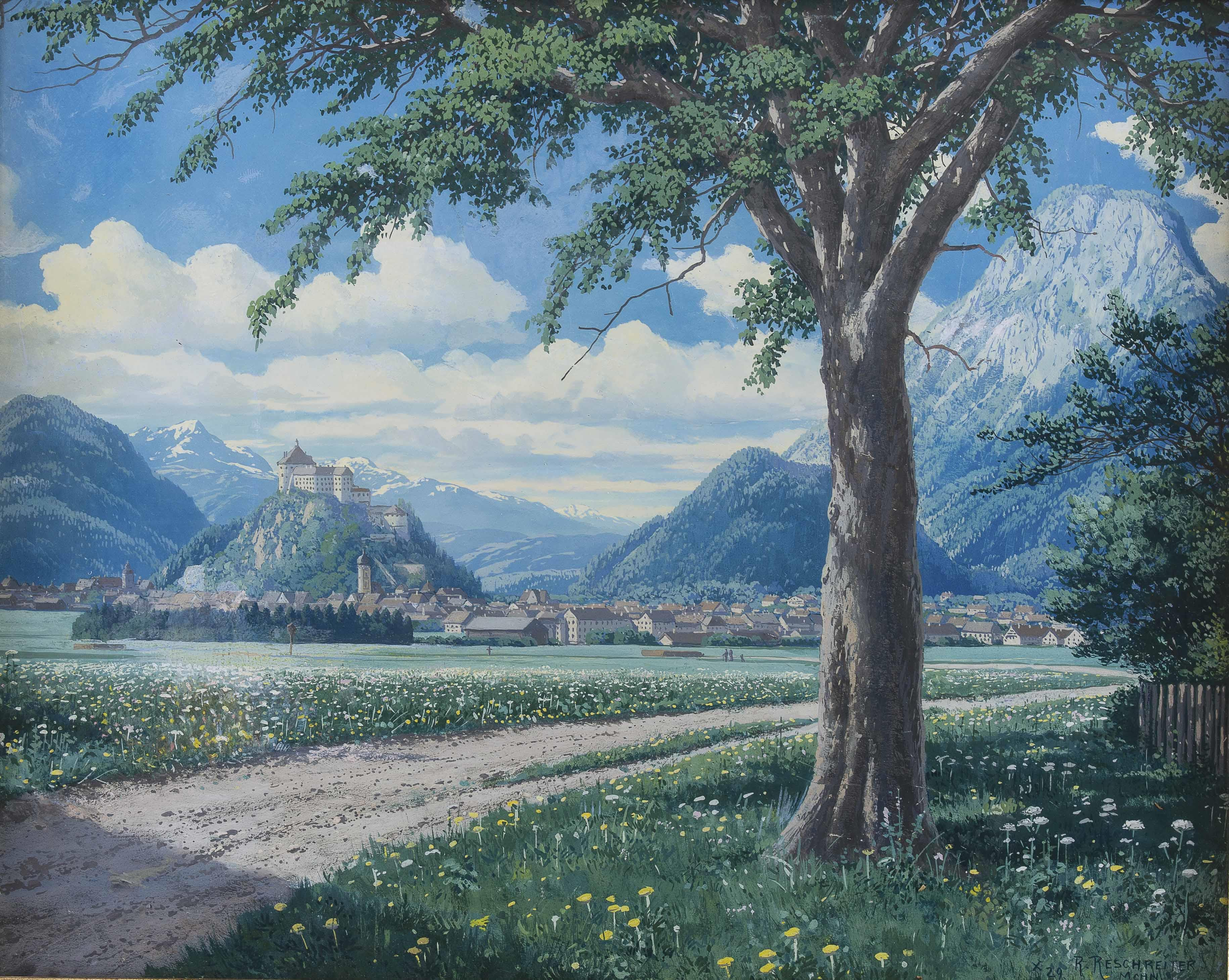
Quang cảnh Kufstein với Pháo đài của Rudolf Reschreiter, khoảng năm 1929

Thị trấn nằm trong khu vực Tyrolean Unterland trên sông Inn, tại nơi hợp lưu với các nhánh Weißache và Kaiserbach, gần biên giới với Bavaria, Đức. Khu vực đô thị trải dài theo Thung lũng Hạ Inn giữa Dãy núi Brandenberg Alps ở phía tây bắc và Dãy núi Kaiser ở phía đông nam. Thung lũng hẻo lánh Kaisertal cho đến gần đây vẫn là thung lũng có người ở cuối cùng ở Áo chưa có đường giao thông, trước khi một đường hầm từ Kufstein tới Ebbs lân cận hoàn thành năm 2008. Phía bắc thị trấn, sông Inn rời Dãy núi đá vôi Bắc và chảy vào Vùng đồi núi trước dãy Alps Bavaria. Khu vực thị trấn có nhiều hồ nhỏ như Pfrillsee, Längsee, và Hechtsee; Egelsee và Maistaller Lacke là các khu bảo tồn thiên nhiên.
Về mặt hành chính, thị trấn bao gồm các cộng đồng địa chính Kufstein, Morsbach và Thierberg; bản thân thị trấn được chia thành năm khu (Zentrum, Sparchen, Weissach, Endach, và Zell).  

## Kinh tế
Các công ty đặt trụ sở tại Kufstein gồm nhà sản xuất thủy tinh Riedel, công ty vận tải  LKW Walter, nhà sản xuất súng Voere, và hãng sản xuất thảm dệt Kleen-Tex.
Kufstein cũng là nơi đặt Đại học Khoa học Ứng dụng Kufstein, chuyên về giáo dục kinh doanh và là trung tâm trao đổi quốc tế.

## Giao thông
Kufstein có hai lối ra dọc theo A12 đường cao tốc (Autobahn) từ Innsbruck đến Rosenheim.
Ga xe lửa Kufstein, khánh thành năm 1876, là một phần của tuyến Đường sắt Thung lũng Hạ Inn thuộc trục Brenner từ Munich đến Verona.
Festungsbahn là một tuyến tàu leo núi nối trung tâm thành phố với Pháo đài Kufstein.

## Lịch sử
Các phát hiện khảo cổ tại Hang Tischofer ở Kaisertal cho thấy khu vực này đã có người sinh sống hơn 30.000 năm trước, là dấu vết cư trú cổ nhất ở Tyrol. Được sáp nhập vào Đế quốc La Mã năm 15 TCN, sông Inn đã tạo thành ranh giới giữa các tỉnh Raetia và Noricum của La Mã.
Một nhà thờ tại Caofstein lần đầu được nhắc đến trong một văn kiện năm 788 do Giám mục Arno của Salzburg ban hành. Vào thời điểm đó, Thung lũng Hạ Inn thuộc về công quốc Bayern do công tước Agilolfing Tassilo III cai trị, người sau đó bị Charlemagne phế truất và thay thế bằng Tổng trấn Gerold. Pháo đài Kufstein lần đầu được ghi nhận năm 1205 như tài sản của Giám mục Regensburg và công tước Bayern.

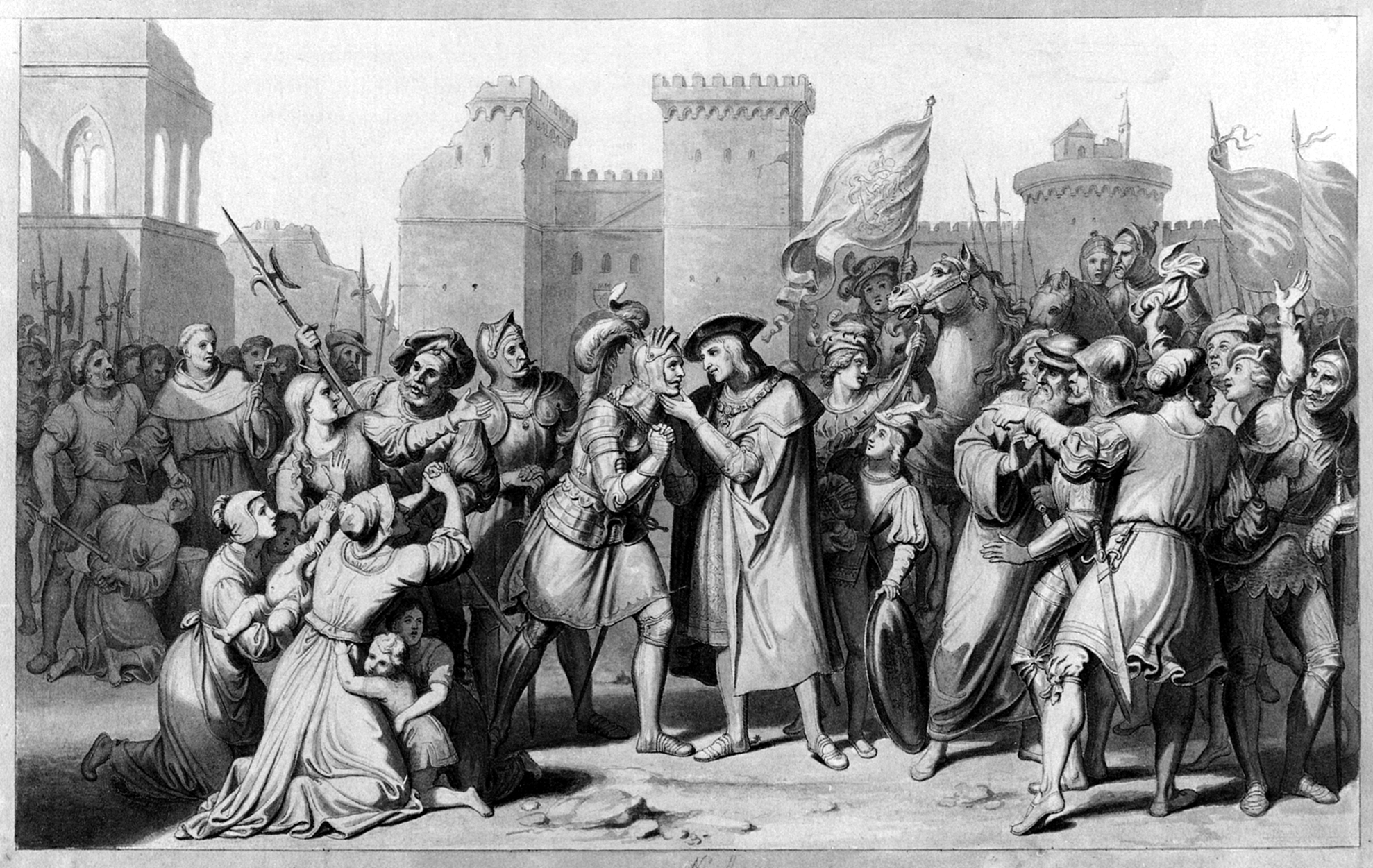
Hoàng đế Maximilian tiến vào Kufstein, tranh vẽ năm 1836

Đầu thế kỷ 14, hoàng đế Louis IV thuộc Nhà Wittelsbach, đồng thời là công tước Bayern, đã trao cho người dân Kufstein các quyền tài phán. Kufstein được chuyển sang Bá quốc Tyrol năm 1342 như một quà cưới cho nữ bá tước Margaret từ chồng bà là Louis xứ Brandenburg, con trai của Hoàng đế Louis. Tuy nhiên, sau khi Margaret qua đời năm 1369, thị trấn lại quay về Bayern. Công tước Stephen III của Bayern đã phong Kufstein thành thành phố năm 1393 do tầm quan trọng của nó như một điểm giao thương và bến cảng trên sông Inn. Từ năm 1415, con trai và người kế vị của ông là công tước Louis VII đã cho xây dựng lại và mở rộng pháo đài.

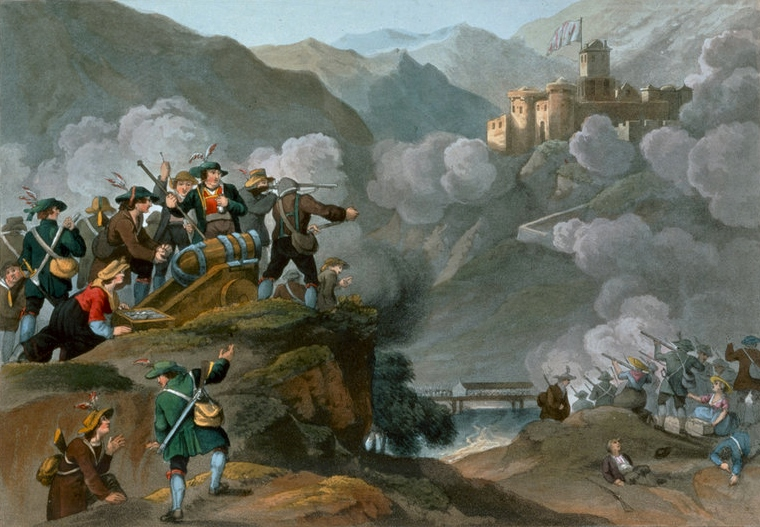
Cuộc vây hãm Pháo đài Kufstein năm 1809

Quyền sở hữu pháo đài Kufstein có vị trí biên giới chiến lược quan trọng luôn gây tranh chấp. Năm 1504, hoàng đế Maximilian I thuộc Nhà Habsburg đã tận dụng cuộc Chiến tranh Kế vị Landshut trong dòng họ Wittelsbach xứ Bayern: quân Áo của ông đã bao vây thị trấn, và tại Chế ước ở Köln năm sau, hoàng đế đã quyết định nhượng lại lãnh thổ Kufstein cho Tyrol thuộc Habsburg. Maximilian đã cho xây dựng tháp Kaiserturm nổi bật của pháo đài, hoàn thành vào năm 1522.
Trong Chiến tranh Kế vị Tây Ban Nha, pháo đài lại bị quân Bayern dưới quyền Tuyển hầu Maximilian II Emanuel bao vây năm 1703, tuy nhiên lãnh thổ Áo vẫn được xác nhận theo Hiệp ước Ilbersheim năm sau. Sau Chiến tranh Liên minh thứ ba, Kufstein lại được trao cho Vương quốc Bayern mới thành lập theo Hòa ước Pressburg (1805) và cuộc Khởi nghĩa Tyrol năm 1809 đã bị Quân đội Bayern dập tắt. Cuối cùng, năm 1813/14 thị trấn được chuyển về Đế quốc Áo.
Trong thế kỷ 19, Pháo đài Kufstein được biến thành nhà ngục cho các tù nhân chính trị, như tên tội phạm Hungary Sándor Rózsa, người đã bị giam giữ nhiều năm tại đây trước khi được ân xá năm 1868. Sự phát triển kinh tế của thị trấn được thúc đẩy rõ rệt nhờ việc khai trương tuyến Đường sắt Thung lũng Hạ Inn năm 1858.
Vào cuối Chiến tranh thế giới thứ hai, trung tâm lịch sử của thị trấn đã bị đồng minh ném bom. Sau chiến tranh, Kufstein bị quân Pháp và Mỹ chiếm đóng; nơi đây từng có một trại Cơ quan Cứu trợ và Phục hồi Liên Hợp Quốc cho Người di dời.

## Tham quan

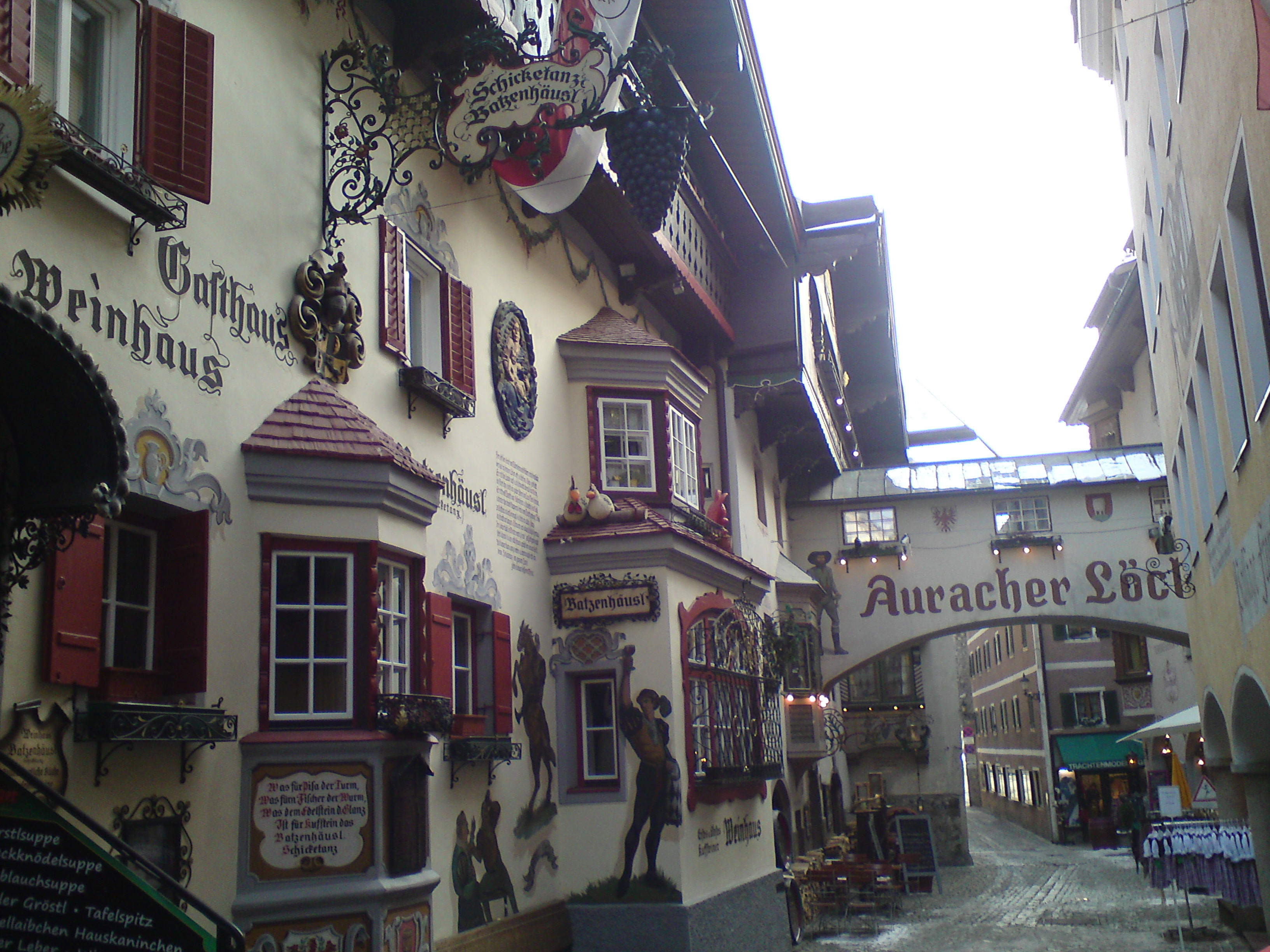
Phong cách kiến trúc điển hình của Tyrol

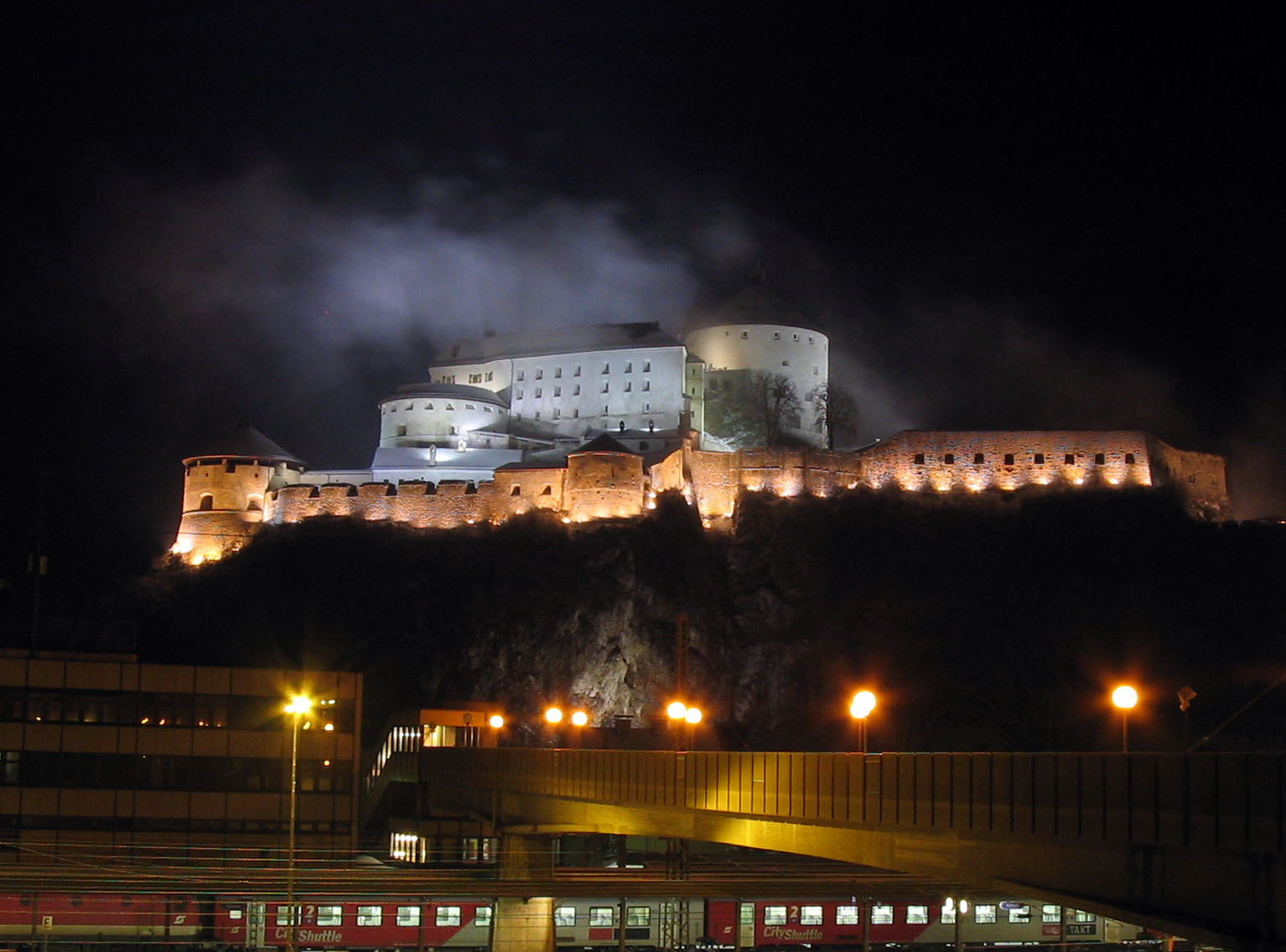
Pháo đài Kufstein

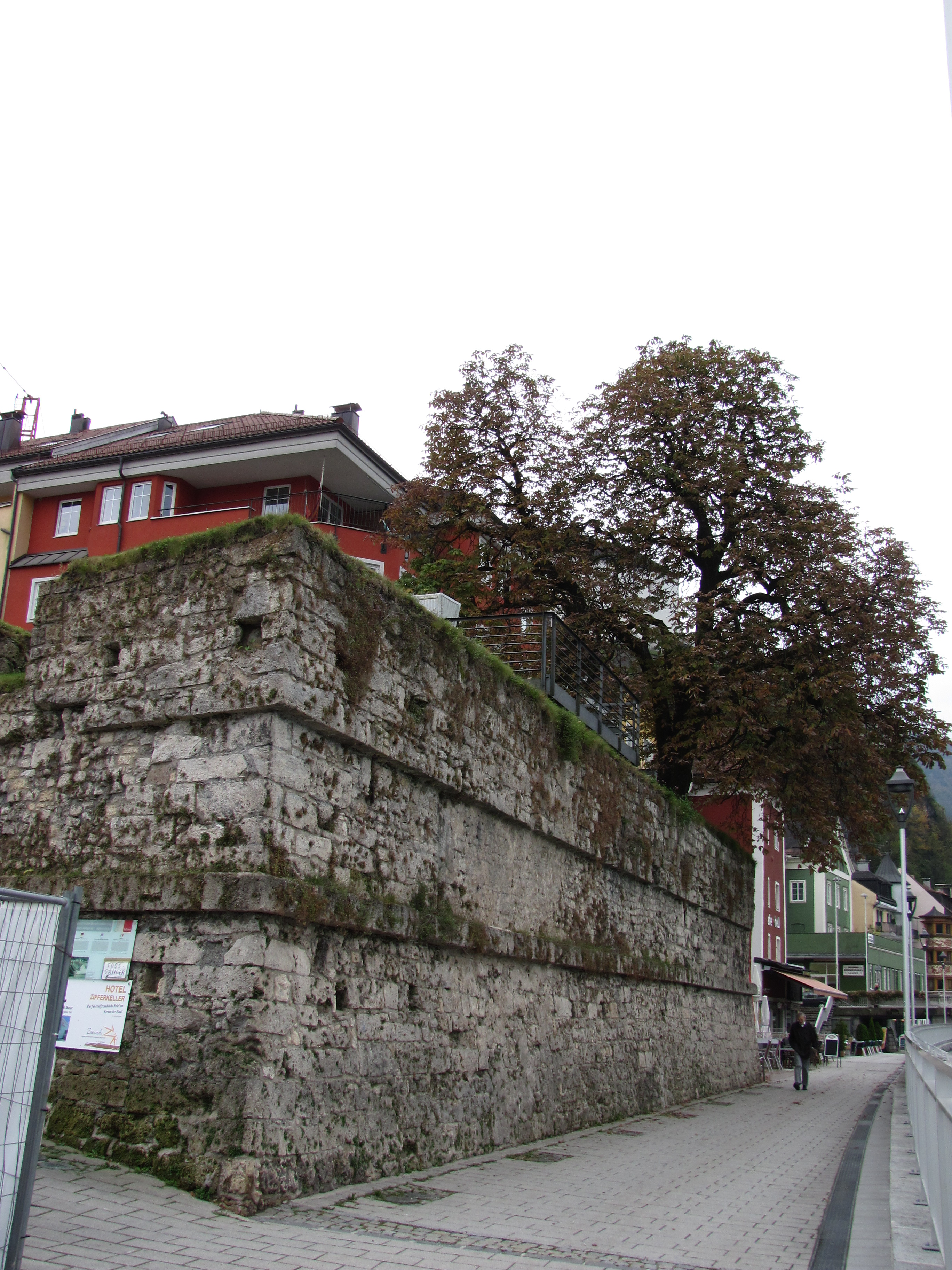
Wasserbastion, một phần của tường thành trung cổ

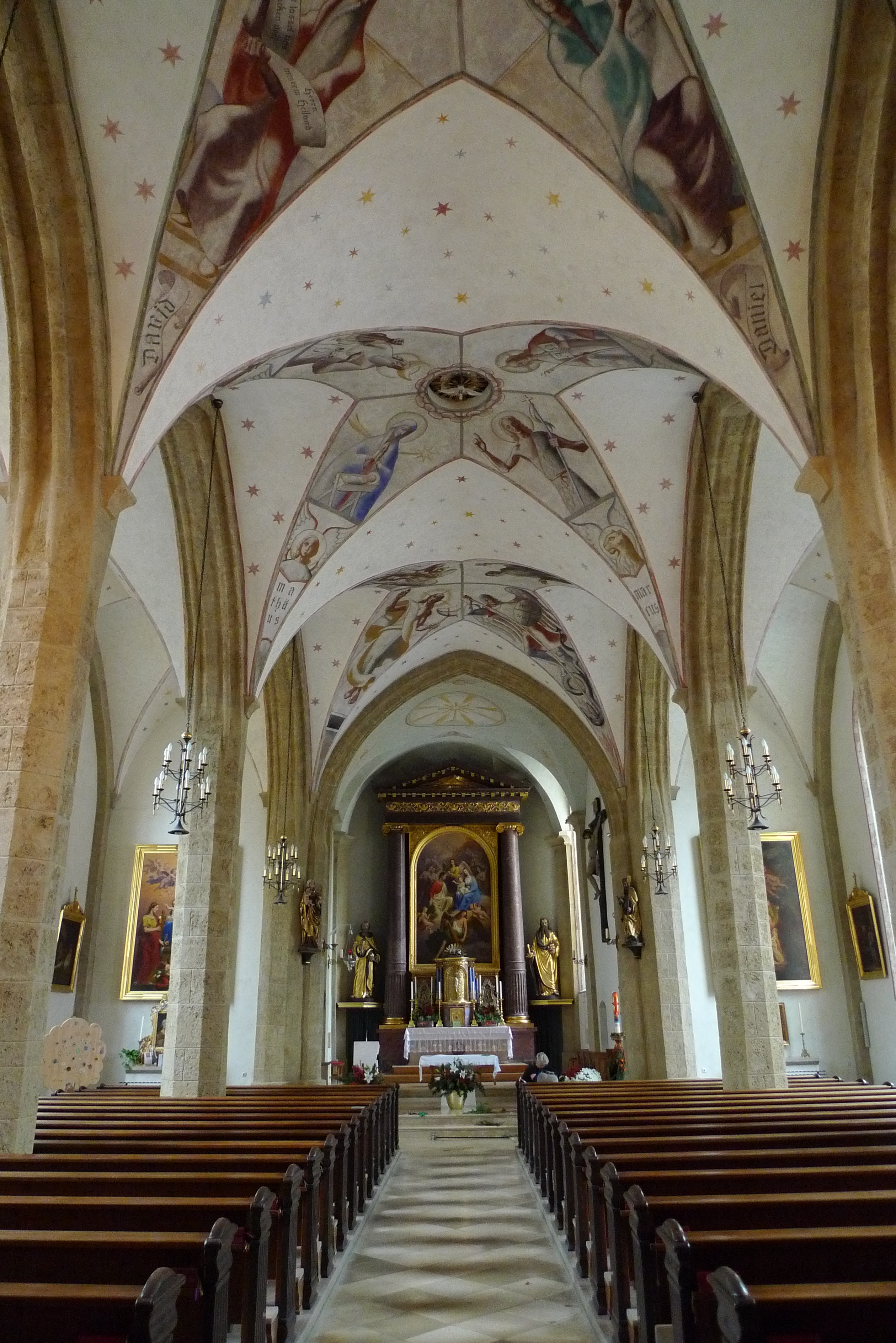
Nhà thờ Thánh Vitus

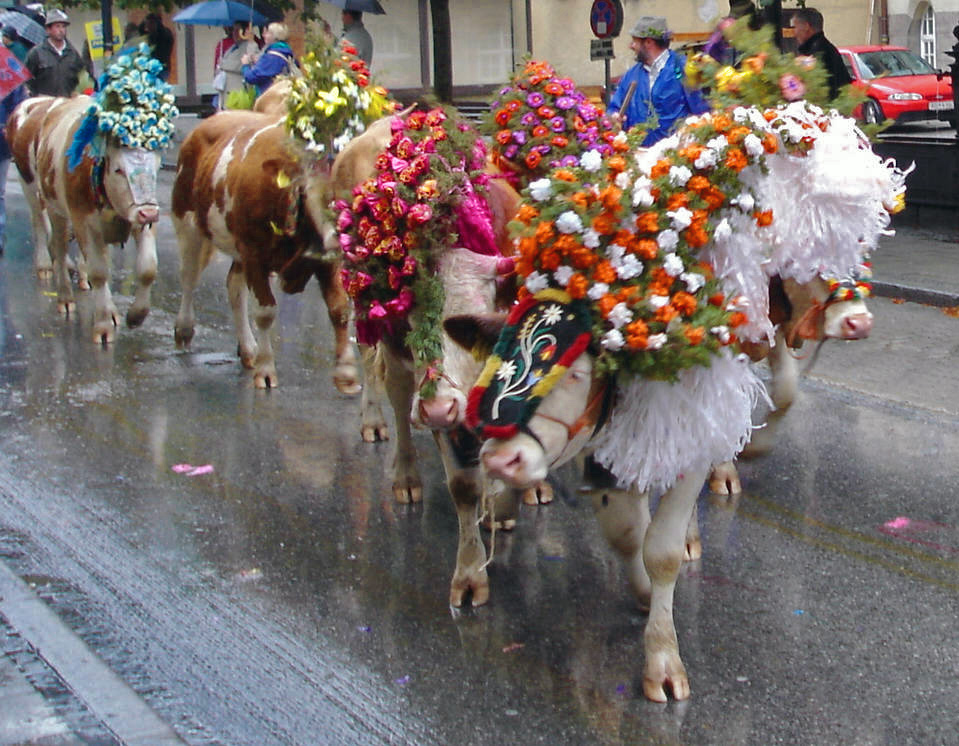
Lễ Almabtrieb thường niên tại Kufstein

Nhờ lịch sử lâu đời, thành phố Kufstein có nhiều điểm tham quan đáng chú ý:
- Pháo đài (Festung) được xây dựng trên một khối đá cao 90 mét (300 foot). Đôi khi bị gọi nhầm là Schloss Garoldseck, pháo đài lần đầu được nhắc đến với tên Castrum Caofstein trong một tài liệu năm 1205. Nó đã được mở rộng nhiều lần. Tháp quan trọng nhất, Kaiserturm hình tròn và ấn tượng, được xây dựng từ 1518 đến 1522. Trong lịch sử, pháo đài nhiều lần được dùng làm nhà tù. Ngày nay, nó nổi tiếng với đại phong cầm (Heldenorgel).
- Khu phố cổ (Altstadt) với nhiều con hẻm đẹp, nổi tiếng nhất là Römerhofgasse.
- Tòa thị chính (Rathaus) nằm ở quảng trường Stadtplatz.
- Nhà thờ Thánh Vitus là nhà thờ cổ nhất của Kufstein. Được xây dựng từ 1390 đến 1420 theo phong cách kiến trúc Gothic, sau đó được cải tạo thành nhà thờ Baroque từ 1660 đến 1661.
- Một phần tường thành trung cổ vẫn còn được bảo tồn. Wasserbastei ở phía Bắc phố cổ, nằm trên sông Inn, là điểm tham quan nổi bật. Ở phía Nam của tường, vẫn còn thấy cổng cũ gọi là Auracher Löchl.

## Quan hệ quốc tế

### Thành phố kết nghĩa
Kufstein kết nghĩa với:
- Frauenfeld, Thụy Sĩ
- Rovereto, Ý
- Langenlois, Áo

## Nhân vật nổi bật
- Josef Madersperger (1768–1850), thợ may và là một trong những người phát minh ra máy may
- Norbert Pfretzschner (1850–1927), nhà điêu khắc Áo và tác giả các sách về săn bắn
- Adele Stürzl (1892–1944), nhà hoạt động cộng sản, chiến đấu chống Chủ nghĩa Quốc xã, từng sống tại đây
- Max Reisch (1912–1985), nhà nghiên cứu phương Đông và tác giả
- Claus Josef Riedel (1925–2004), doanh nhân và nhà thiết kế thủy tinh
- Cornelius Rost (1919–1983), sĩ quan Wehrmacht, nguyên mẫu cho tiểu thuyết As far as your feet will carry
- Günter Pichler (sinh 1940), nhạc sĩ và giáo sư
- Leslie H. Sabo Jr. (1948–1970), lính Mỹ, người nhận Huân chương Danh dự
- Armin Kircher (1966–2015), nhạc công và nhà soạn nhạc nhà thờ

### Thể thao
- Christian Pravda (1927–1994), vận động viên trượt tuyết núi cao, giành huy chương đồng và bạc tại Thế vận hội Mùa đông 1952
- Franz Schuler (sinh 1962), vận động viên bắn súng hai môn, hạng 2 tại Giải vô địch Biathlon thế giới 1986
- Manfred Linzmaier (sinh 1962), cầu thủ bóng đá, quản lý đội bóng, chơi 390 trận và 25 trận cho Đội tuyển bóng đá quốc gia Áo
- Markus Kronthaler (1967–2006), nhà leo núi
- Karl Wendlinger (sinh 1968), tay đua Công thức 1
- Claus Dalpiaz (sinh 1971), thủ môn khúc côn cầu trên băng
- Christian Planer (sinh 1975), xạ thủ, huy chương đồng tại Thế vận hội Mùa hè 2004
- Martin Wildauer (sinh 1987), vận động viên sức mạnh
- Nicole Billa (sinh 1996), cầu thủ bóng đá, đã chơi hơn 180 trận và 88 trận cho Đội tuyển bóng đá nữ quốc gia Áo

## Trong văn hóa đại chúng

### Điện ảnh và truyền hình
Nhiều bộ phim và chương trình truyền hình được quay tại Kufstein và vùng lân cận: Destiny (1942), Mountain Crystal (1949), Bluebeard (1951), White Shadows (1951), Das letzte Aufgebot (1953), The Flying Classroom (1954), Graf Porno und die liebesdurstigen Töchter (1969), Vanessa (1977), Sachrang (1978), loạt phim tài liệu Bilderbuch Deutschland (1996), Da wo das Glück beginnt (2006), Da wo es noch Treue gibt (2006), và Da wo die Freundschaft zahlt (2007). Xem thêm tại Internet Movie Database.

### Âm nhạc
Bài hát Kufsteinlied (còn gọi là Das Kufsteiner Lied), sáng tác bởi Karl Ganzer, đã được nhiều nghệ sĩ thể hiện lại, bao gồm Heino và Franzl Lang.